# Cadaqués
Cadaqués est une commune espagnole située dans la comarque de l'Alt Empordà dans la province de Gérone en Catalogne.

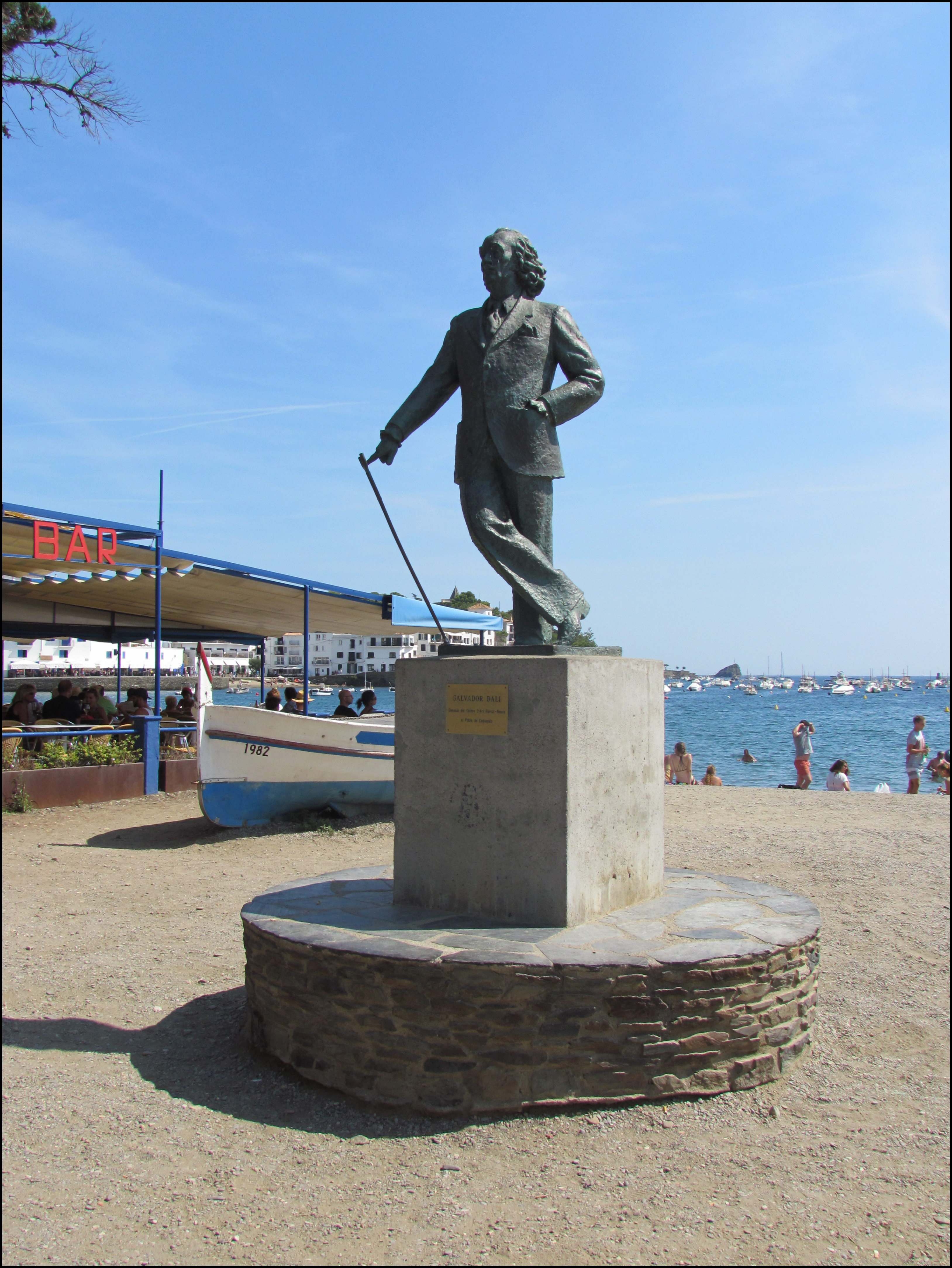
Statue de Dali à Cadaqués.

## Géographie
Cadaqués est la commune la plus orientale de l'Espagne continentale, en bordure du parc naturel du Cap de Creus.

## Histoire
Cette commune occupe la plus grande partie de la côte du levant du massif du cap de Creus. Isolée par les montagnes, Cadaqués vit face à la mer et pratiquement séparée, par la terre, du reste de l'Empordà, jusqu'à la fin du XIXe siècle.
Là où se trouve Cadaqués, beaucoup de bandes de pirates venaient autrefois se réfugier après avoir attaqué les navires en haute mer.
La vigne qui l'a enrichie au XVIIIe siècle, l'a pratiquement ruinée avec l'arrivée du phylloxéra au début du XXe siècle.
Paradoxalement, l'isolement du village devint un facteur de prospérité au début du XXe siècle car les touristes se disséminaient dans les zones d'accès plus facile en ignorant ses coins les plus reculés, ce qui permit de conserver une certaine virginité urbanistique très appréciée actuellement. Cadaqués doit son charme intact à Salvador Dalí qui l'a défendue contre les promoteurs immobiliers.
Le village est dominé par l'église Sainte-Marie, qui contient un autel baroque exceptionnel par sa taille et son originalité, et dont les piliers sont soutenus par quatre géants. Le bras de l'un aurait été cassé par le joueur de piano mécanique manchot pendant la guerre civile espagnole qui donna son titre à un film Les Pianos mécaniques avec Melina Mercouri, filmé à Cadaqués en 1964. Elle abrite également un orgue ibérique du XVIIe siècle à transmission mécanique en bois.

## Politique et administration
La commune est dirigée par un conseil municipal de onze membres, élus pour quatre ans, qui élisent le maire.
| Période                                  | Période  | Identité                 | Étiquette    | Qualité |
| ---------------------------------------- | -------- | ------------------------ | ------------ | ------- |
| Les données manquantes sont à compléter. |          |                          |              |         |
| 2003                                     | 2011     | Joan Borrell             | ERC          |         |
| 2011                                     | 2015     | Joan Figueras            | CiU          |         |
| 2015                                     | 2019     | Josep Lloret i Parellada | ERC          |         |
| 15 juin 2019                             | en cours | Pia Serinyana Torrents   | Fem Cadaqués |         |

### Jumelages
- Collioure (France), depuis 2017[2].

## Climat
| Mois                                | jan. | fév. | mars | avril | mai | juin | jui. | août | sep. | oct. | nov. | déc. | année |
| ----------------------------------- | ---- | ---- | ---- | ----- | --- | ---- | ---- | ---- | ---- | ---- | ---- | ---- | ----- |
| Température minimale moyenne (°C)   | 7    | 7    | 9    | 11    | 14  | 17   | 20   | 21   | 18   | 15   | 11   | 8    | 13    |
| Température maximale moyenne (°C)   | 12   | 13   | 15   | 17    | 20  | 24   | 27   | 27   | 24   | 21   | 16   | 13   | 19    |
| Précipitations (mm)                 | 35   | 24   | 46   | 45    | 28  | 27   | 19   | 22   | 32   | 54   | 46   | 16   | 394   |
| Nombre de jours avec précipitations | 3    | 2    | 3    | 3     | 2   | 2    | 2    | 1    | 2    | 3    | 2    | 1    | 26    |

## Culture locale et patrimoine

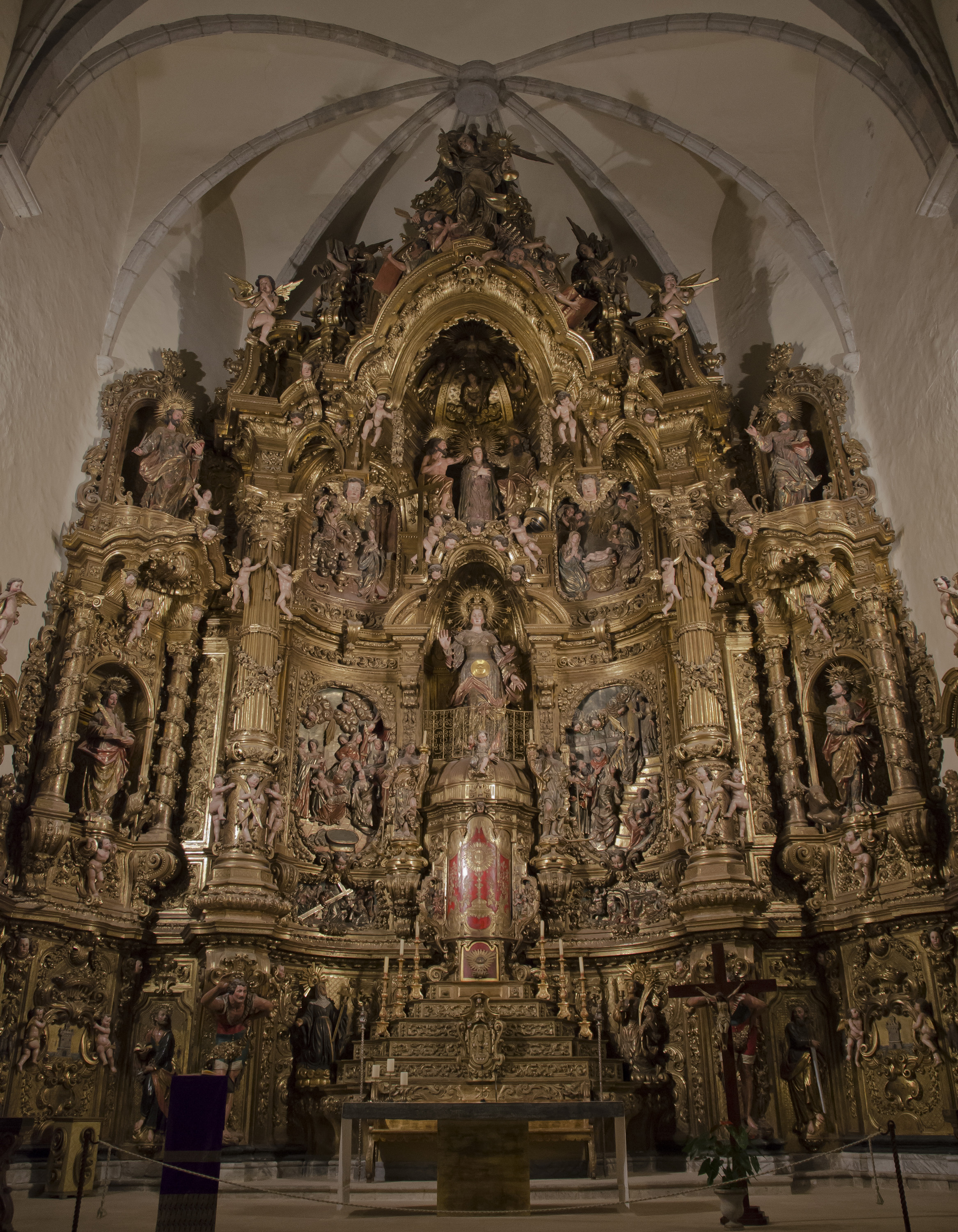
Retable de l'église Santa Maria de Cadaqués (par Pau Costa 1665-1727), dédié à Notre-Dame de l’Espérance, de style baroque.

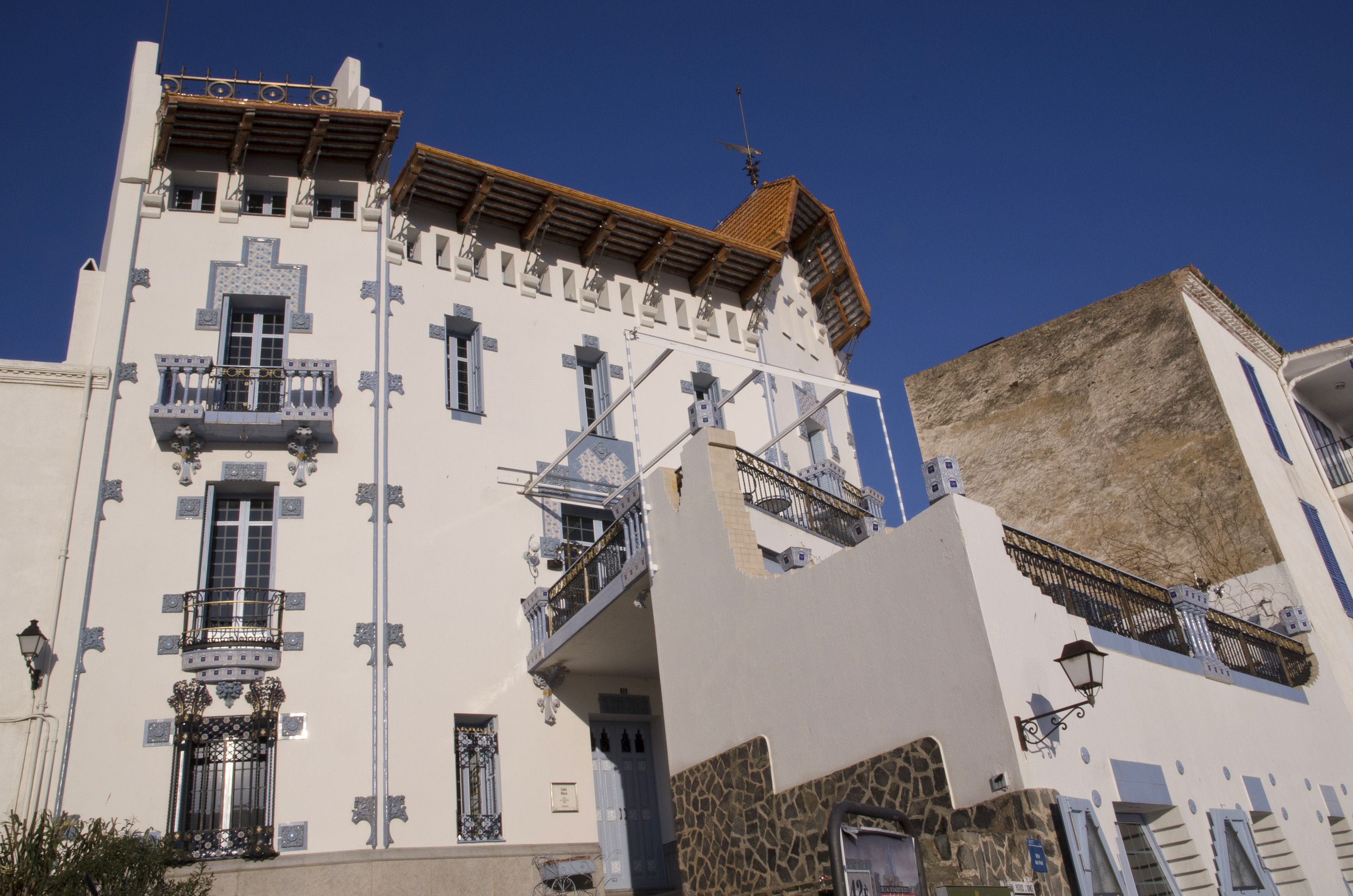
La Casa Serinyana.

### Lieux et monuments
- Église Santa Maria de Cadaqués, sur un promontoire rocheux qui domine le port et la mer.

L'église se situe au point culminant du centre historique, comme suspendue et flottant dans l'air. Sa silhouette toute blanche, immortalisée par d'innombrables peintres, est emblématique de Cadaqués. De style gothique tardif, sa construction fut entreprise au milieu du XVIe siècle, bien que certaines parties aient été réalisées ultérieurement.
L'austérité extérieure du bâtiment contraste avec l'intérieur, qui abrite un retable baroque de Pau Costa. Cette œuvre, l'une des plus remarquables de toute la Catalogne, fut achevée par Joan Torras. Il s'agit d'une pièce spectaculaire, en bois doré et à l'iconographie énergique. Les éléments ornementaux, atlantes, motifs végétaux et gracieux angelots, ont été réalisés avec une minutie admirable.
L'orgue baroque, perchée sur une haute tribune, a été construit en 1690 par Josep Bosea y Serinyama et Josep Bosca, remanié en 1757 par Pedro Sastre et restauré en 2010 par Gerhard Grenzing. Ce superbe instrument comporte 27 jeux, répartis sur 2 claviers de 50 notes et un petit pédalier de 8 notes. En été, de nombreux concerts sont donnés dans l'église.
- Casa Serinyana, « Casa Blaua » (maison bleue en français) : style moderniste, 1913-15, par Salvador Sallés i Baró. Façade décorée de céramique bleue, et de fer forgé.

### Musique
- Orchestre de Cadaqués
- Le Concours international de direction de Cadaqués est organisé tous les deux ans par l'orchestre en vue de promouvoir de jeunes chefs d'orchestre.

### Cinéma
- Casa en flames, film dramatique catalan de Dani de la Orden[3].

### Personnalités liées à la commune
- Narcís Monturiol i Estarriol (1819-1885) : savant catalan, invente le célèbre sous-marin Ictíneo I en étudiant le difficile labeur des pêcheurs de corail de Cadaqués ;
- Eliseu Meifrèn (1858-1940) : peintre catalan ayant souvent peint Cadaqués ;
- Angel Planells (1901-1989) : peintre catalan surréaliste né à Cadaqués ;
- Salvador Dalí marquis de Púbol (1904-1989) : peintre et écrivain surréaliste catalan, fréquente Cadaqués dès son enfance et s'installe plus tard à Portlligat (une des baies proches) ;
- Anna Maria Dalí (1908-1989), écrivaine catalane décédée à Cadaqués;
- Maurice Boitel (1919-2007) : peintre français, réalisa plus de cinq cents œuvres à Cadaqués où il vint peindre tous les étés de 1958 à 1965 (la plupart se trouvent aux Etats-Unis et au Japon);
- Emil Grau-Sala, peintre catalan, installé à Paris après la guerre civile;
- Ramon Pichot Gironès (+ 1925), peintre catalan, installé à Cadaqués,
- Antoni Pichot, ou Antonio Pichot peintre catalan, neveu du précédent, conservateur du musée Dalí à Figueres
- Firmo Ferrer, écrivain catalan, universitaire devenu épicier après la guerre civile,
- Henri-François Rey (1920-1987) : écrivain et journaliste français, ayant passé les vingt-cinq dernières années de sa vie à Cadaqués ;
- Jean Aubert (1921-2011) : poète et éditeur français, séjournant tous les ans à Cadaqués ;
- Fina Miralles Nobell (1950-), artiste catalane basée à Cadaqués depuis 1999.

## Photographies

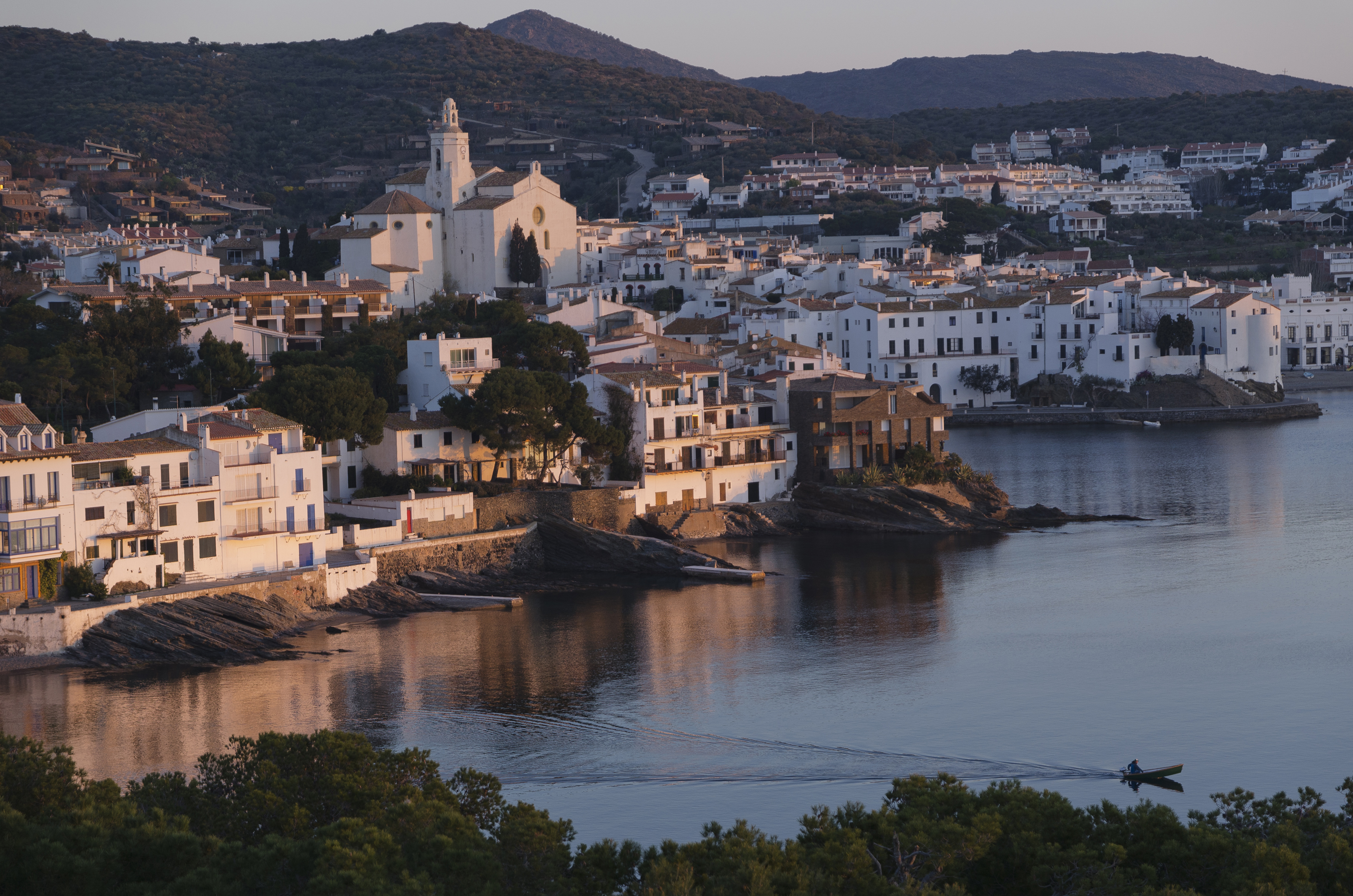
Lever de soleil sur baie de Cadaqués.
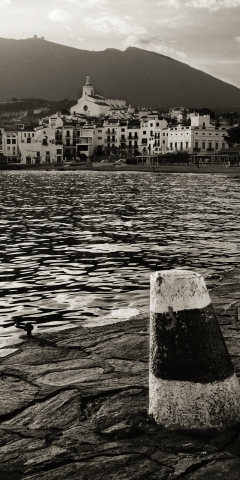
Entrée du village.
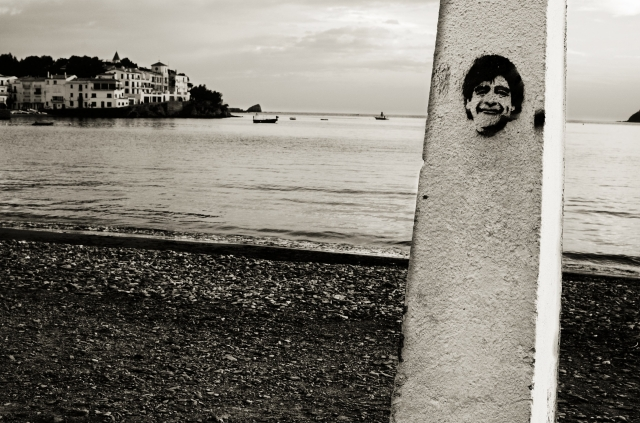
Vue depuis la plage principale.
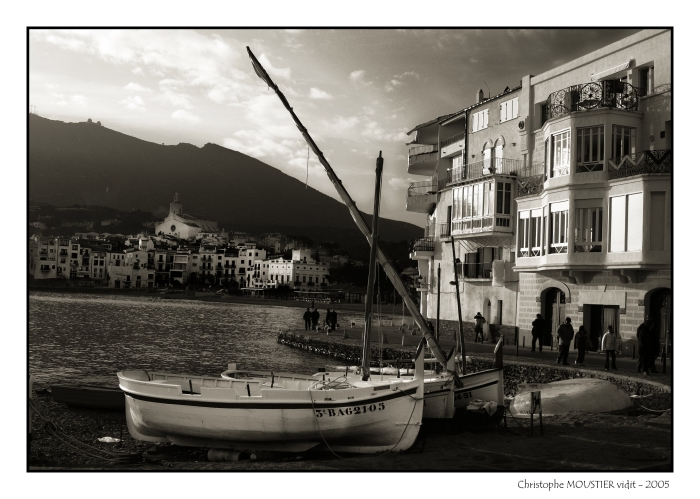
Entrée du village.
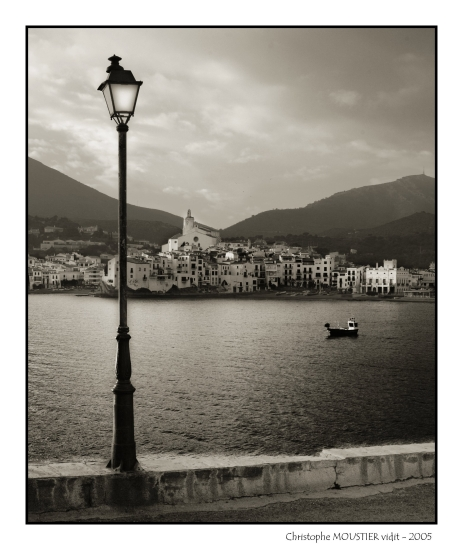
Vue du village.
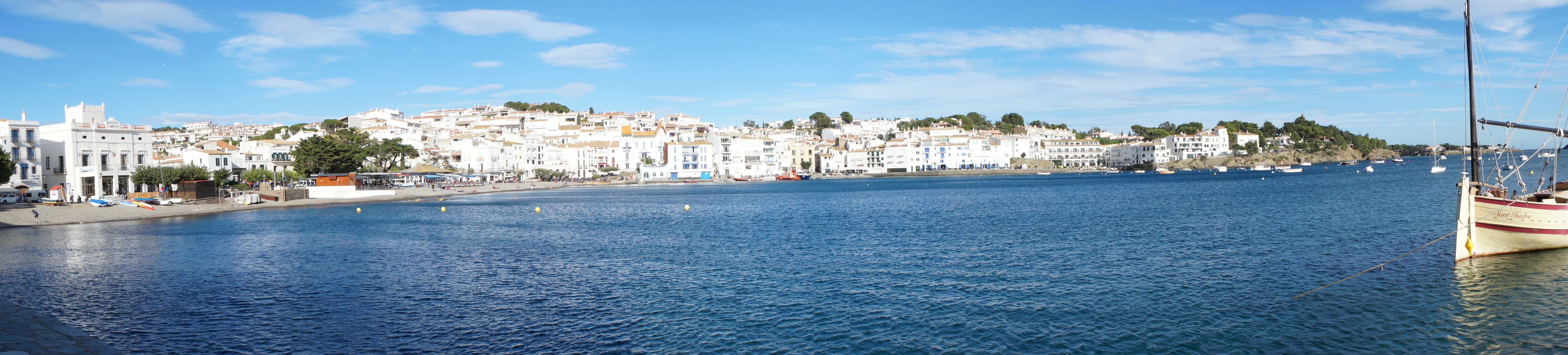
Vue panoramique de Cadaqués.
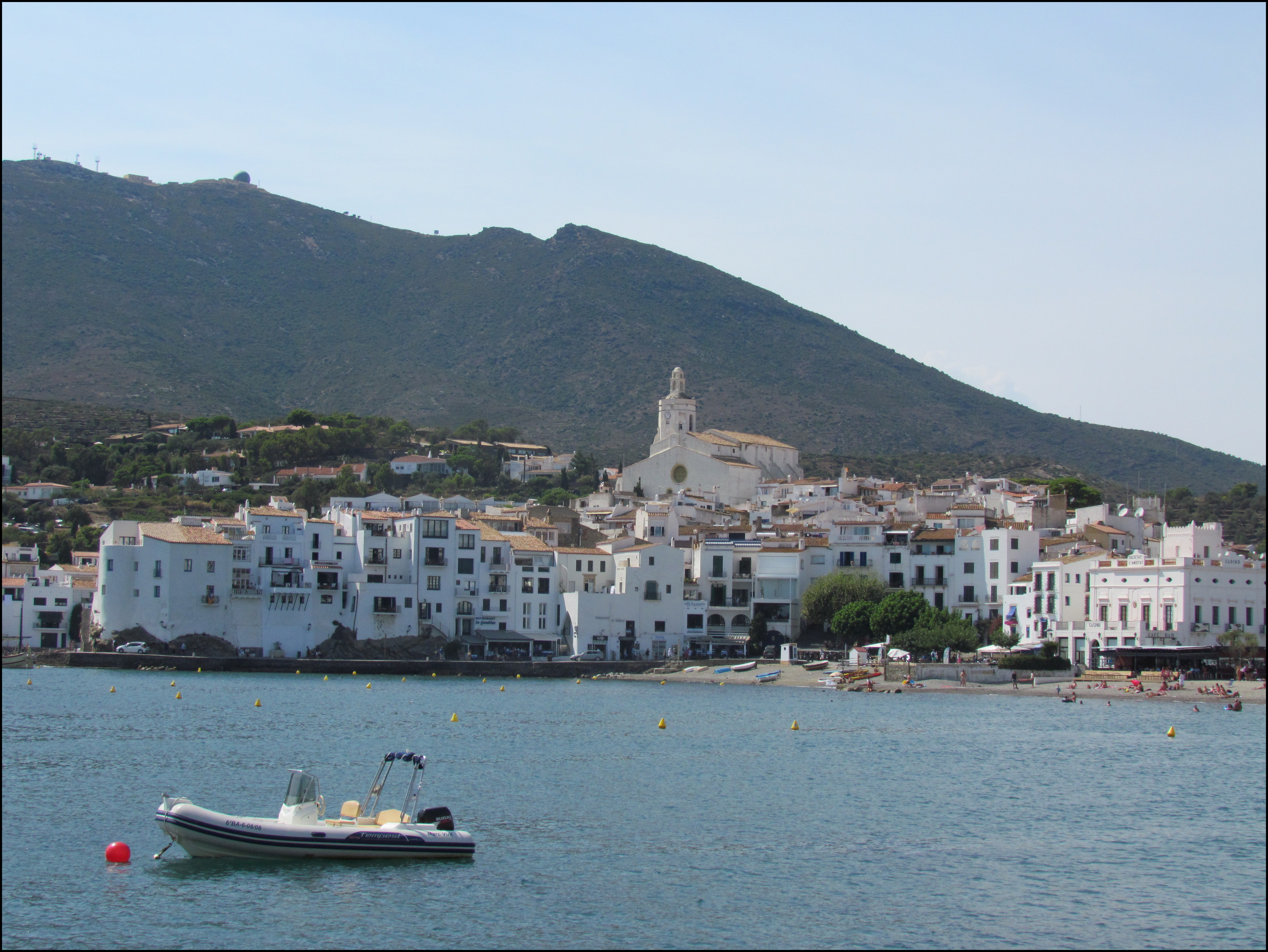
Vue sur le village et l'église.
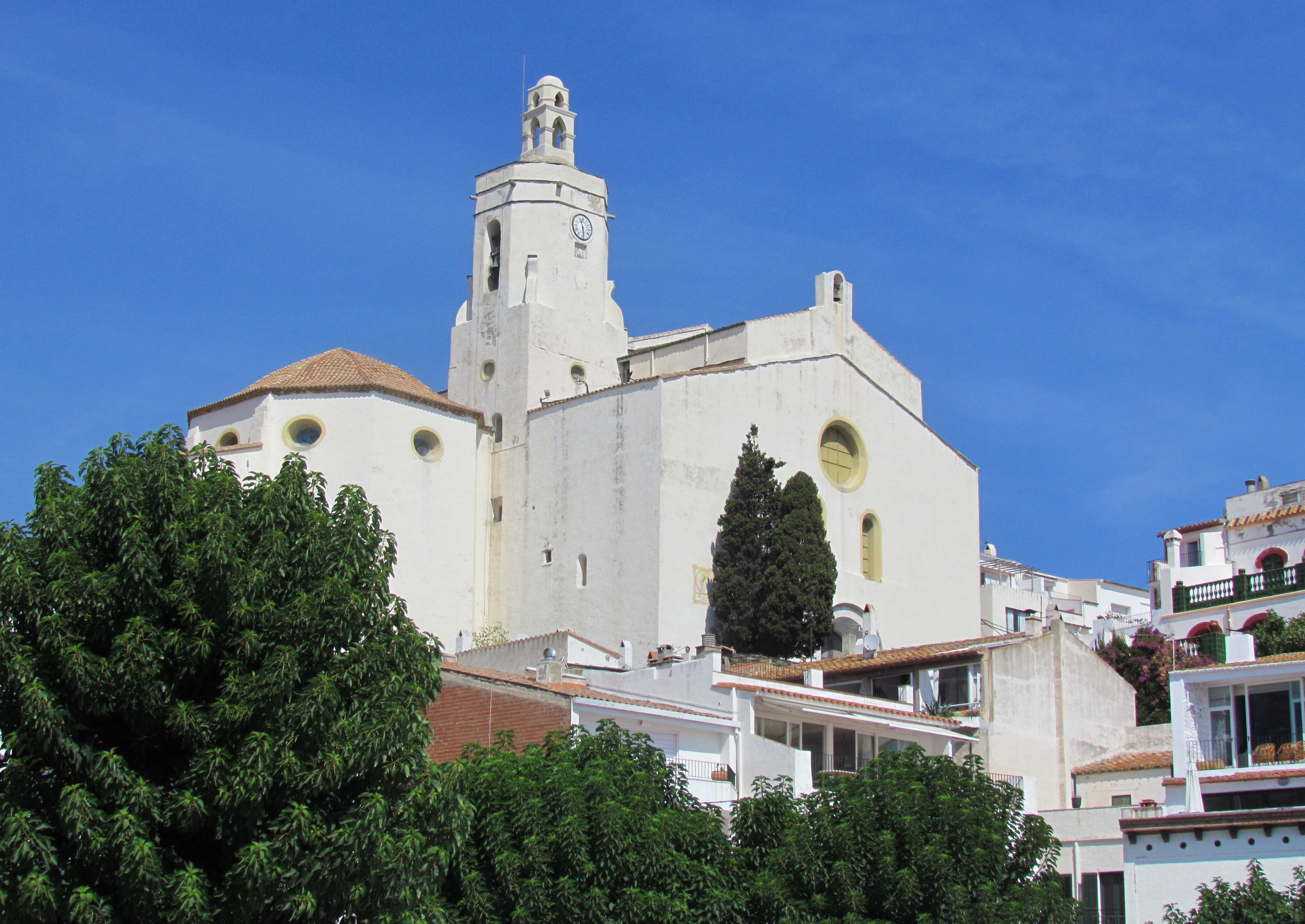
Vue sur l'église.